# Нордостполдер
Нордостполдер (нід. Noordoostpolder, - [ˈnoːrtoːstˌpɔldər] ( прослухати)) — польдер і однойменний муніципалітет у нідерландській провінції Флеволанд, у центральній частині Нідерландів. Раніше називався Urker Land (укр. Земля Урка). Найбільший за територією муніципалітет Нідерландів (муніципалітети Лелістад і Терсхеллінг формально більші, але значну частину їх площі займає вода).
До складу муніципалітету входять населені пункти Бант, Еммелорд, Енс, Еспел, Краггенбюрг, Крейл, Люттелгест, Маркнессе, Нагеле, Рюттен, Толлебек і присілок Схоккерхавен. Адміністративний центр і найбільше місто — Еммелорд, розташований у центрі Нордостполдера. Станом на 30 квітня 2017 року в муніципалітеті мешкало 46 573 особи.

## Географія
Площа муніципалітету становить 595,42 км², з яких вода (переважно затока Ейсселмер) займає 135,37 км², а суходол — 460,05 км². Найбільшу частину площі Нордостполдера займають сільськогосподарські угіддя — 403,93 км².

## Історія
Муніципалітет Нордостполдер виник на місці польдеру, створеного у рамках проекту «Зейдерзе».
У 1918 році почалися роботи з осушення затоки Зейдерзе, з метою запобігання повеням та збільшенню родючих земель. Після перекриття Зейдерзе дамбою, почалося створення польдерів на землях, зайнятих водами колишньої затоки. Першим польдером став Вірінгермер, але він створювався одночасно з будівництвом дамби, фактично ще у затоці Зейдерзе. Наступний польдер, Маркервард, планувалося збудувати у західній частині новоствореної затоки Ейсселмер, проте через економічну кризу 1930-х років, постало питання рентабельності робіт, які мали окупитися подальшим аграрним використанням польдерів. Тому вирішили створити польдер на східній частині Ейсселмера, яка межувала з більш розвиненим в аграрному плані регіоном. До того ж, площа запланованого польдеру Noordoostelijke Polder (так він називався у проектній документації), була меншою, ніж польдер Маркервард, який, до речі, так і не збудували, а тому вартість робіт з осушення — нижчою. Так Нордостпольдер став першим польдером Ейсселмера.
Підготовчі роботи почалися 2 лютого 1936 року, у 1937 році почалося будівництво дамби довжиною 31,5 км між містами Леммер і Урк, завершене 3 жовтня 1939 року. Урк, який до цього був островом, перетворився на півострів. У 1940 році звели дамбу у південній частині майбутнього польдеру, біля Схоккерхавена на колишньому острові Схокланд. Почалося осушення польдеру, офіційно завершене 9 вересня 1942 року.
На момент закінчення створення польдеру у Європі вирувала Друга світова війна, а Нідерланди були окуповані Третім Рейхом. Новостворені землі Нордостполдера стали притулком для біженців з материкової частини Нідерландів. Скорочення назви Нордостполдера — NOP — навіть мало альтернативне розшифрування: Nederlands Onderduikersparadijs, укр. «Голландський Рай для Біженців». Загалом, протягом війни у Нордостполдері переховувалося близько 200 000 біженців. На згадку про ті часи лишилися шляхи Onderduikersweg та Onderduikerspad, що з'єднують деякі з населених пунктів муніципалітету.
Заселення і забудова Нордостполдера почалися ще під час Другої світової війни. Спочатку будувалися лише ферми, більшість — на східній частині польдеру, на початку доріг, що вели вглиб. Ці перші ферми отримали назву Культурних (нід. Cultuurboerderijen), адже вони «несли культуру» на незаселені землі польдеру. Після війни камінь та цегла для будівництва були у дефіциті, тому більшість будинків були збірними, виробленими на заводах. У 1947 році почався розподіл землі між фермерами, які проходили суворий відбір. Більшість фермерів були з Фрисландії, Північної Голландії та Зеландії. Після повені 1953 року, яка завдала великої шкоди господарству Зеландії, до Нордостполдера прибуло ще більше зеландських фермерів.
Планування населених пунктів Нордостполдера відбувалося згідно теорії центральних місць німецького географа Вальтера Кристаллера. За цією теорією, головне місто — Еммелорд — розташовувалося в центрі польдеру, сюди прибували усі переселенці, які потім прямували до одного з десяти менших населених пунктів, що розташовувалися у формі десятипроменевої зірки на рівній відстані від центру.
З моменту створення новий польдер мав багато імен. Спочатку він називався Noordoostelijke Polder, протягом Другої світової війни існували назви «Схоккервард» (Schokkerwaard), «Уркервард» (Urkerwaard) та «Ньїв-Схокланд» (Nieuw Schokland). У 1944 році польдеру дали офіційну назву Уркенланд (Urkerland), за містом Урк, а у 1948 році затверджено сучасне найменування.
Муніципалітет Нордоостполдер заснований у 1962 році і до створення у 1986 році провінції Флеволанд, адміністративно входив до провінції Оверейсел. До створення муніципалітету ця територія керувалася безпосередньо урядом.

## Політика
Управління муніципалітетом здійснює муніципальна рада з 29 депутатів, та бургомістр із п'ятьма олдерменами.
Розподіл місць у муніципальній раді:
| Партія                                         | 1994 | 1998 | 2002 | 2006 | 2010 | 2014 |
| Християнсько-демократичний заклик              | 7    | 10   | 8    | 8    | 7    | 7    |
| Християнський союз-Реформістська партія (блок) | 3    | 3    | 3    | 5    | 4    | 5    |
| ONS Noordoostpolder (місцева)                  | -    | -    | -    | 3    | 3    | 3    |
| Politieke Unie (місцева)                       | 3    | 2    | 7    | 3    | 3    | 3    |
| Народна партія за свободу і демократію         | 4    | 5    | 3    | 4    | 5    | 3    |
| Соціалістична партія                           | -    | -    | -    | -    | -    | 3    |
| Демократи 66                                   | 3    | 1    | 1    | -    | 2    | 2    |
| Зелені ліві-Партія праці (блок)                | -    | -    | 5    | 6    | -    | 2    |
| Partij van Vrije Poldermensen (місцева)        | -    | -    | -    | -    | 1    | 1    |
| Зелені ліві                                    | 1    | 1    | -    | -    | 1    | -    |
| Партія праці                                   | 4    | 5    | -    | -    | 3    | -    |
| Усього                                         | 25   | 27   | 27   | 29   | 29   | 29   |

Бургомістром Нордостполдера з 2010 року є Ауке ван дер Верфф (Aucke van der Werff) з партії «Християнсько-демократичний заклик». Йому підпорядковані 5 олдерменів:
- Хенні Богардс-Сімонсе (Hennie Bogaards-Simonse), партія "«Християнсько-демократичний заклик»;
- Хенк Сулман (Henk Suelmann), партія «„Християнсько-демократичний заклик“»;
- Андріс Поппе (Andries Poppe), блок «Християнський союз»-«Реформістська партія»;
- Вімер Хагсма (Wiemer Haagsma), місцева партія «Політичний союз» (Politieke Unie)
- Ханс Вейнантс (Hans Wijnants), «Народна партія за свободу і демократію».

## Економіка
Головна галузь економіки Нордостполдера — сільське господарство, тому більшість території муніципалітету зайнято сільськогосподарськими угіддями (близько 403,93 км²).
У 2012 році Нордостполдер отримав ліценцію на видобування сланцевого газу.
У західній частині польдеру, на узбережжі Ейсселмера споруджується вітрова електростанція Windpark Noordoostpolder, яка стане найбільшою в Нідерландах.

## Транспорт
Через Нордостполдер проходить автострада А6, що сполучає північ країни з Лелістадом, Алмере і Амстердамом. Кілька менших доріг сполучають муніципалітет із провінціями Оверейсел та Фрисландія.
По території Нордостполдері не пролягає залізниця, тому найближчі залізничні станції розташовані у містах Дронтен (станція Dronten) і Кампен (станція Kampen Zuid).
Громадський транспорт представлений 11 автобусними маршрутами (9 стандартних та 2 шкільних), які пов'язують населені пункти Нордостполдера як один з одним, так і з іншими великими містами — Зволле і Гронінгеном.
Біля Еммелорда розташований невеликий аеропорт Noordoostpolder.

## Демографія

Розподіл населення за віком (2008)

У 1990-х—2010-х роках населення муніципалітету Нордостполдер повільно збільшується. Частка іммігрантів досить невелика, порівняно з провінцією Флеволанд і Нідерландами в цілому — 14,06 % проти 30,15 % і 22,61 % відповідно.
Динаміка приросту населення:
|                       | 1996   | 2000   | 2005   | 2010   | 2015   | 2017   |
| --------------------- | ------ | ------ | ------ | ------ | ------ | ------ |
| Усього осіб           | 40 551 | 43 122 | 45 600 | 46 090 | 46 479 | 46 544 |
| Чоловіків             | 20 394 | 21 726 | 22 966 | 23 360 | 23 589 | 23 662 |
| Жінок                 | 20 157 | 21 396 | 22 634 | 22 730 | 22 890 | 22 882 |
| Корінних нідерландців | 37 305 | 39 458 | 40 829 | 40 832 | 40 321 | 39 998 |
| Іммігрантів           | 3 246  | 3 664  | 4 771  | 5 258  | 6 158  | 6 546  |

Серед іммігрантів найбільша етнічна група — поляки, чия кількість швидко зростала у 2010-х роках, від 49 осіб, що мешкали на території муніципалітету у 1996 році, до 1 047 осіб у 2017 році. Це вельми незвичайна ситуація для Нідерландів, де основною етнічною меншиною є турки, які в Нодостполдері посідають лише шосте місце (270 осіб) після поляків, марокканців (583 особи), німців (541 особа), індонезійців (363 особи) та вихідців з колишніх Нідерландських Антильских островів (285 осіб).
У 2010-х роках також значно зросла частка вихідців із країн колишнього СРСР — 221 особа у 2017 році проти 24 осіб у 1996 році.

## Пам'ятки
На території Нордостполдера розташовано 52 національних пам'яток (rijksmonumenten), 42 пам'ятки місцевого значення (gemeentelijke monumenten) і 4 воєнні меморіали.
Територія колишнього острова Схокланд стала музеєм і включена до списку Всесвітньої спадщини ЮНЕСКО. Сам польдер Нордостполдер у середині 1990-х років також планували включити до цього списку як зразок унікального проекту осушення земель, проте місцева влада була проти цього, вважаючи, що статус світової спадщини зашкодить економічному розвиткові муніципалітету.